# Sphecotypus taprobanicus
Sphecotypus taprobanicus là một loài nhện trong họ Corinnidae.
Loài này thuộc chi Sphecotypus. Sphecotypus taprobanicus được Eugène Simon miêu tả năm 1897.